# Spirits of the western sky
Spirits of the western sky is een studioalbum van Justin Hayward. Hayward vond tijdens de tournees van Moody Blues soms wat tijd om te werken aan een soloalbum. Het album is opgenomen in Genua. What you resist persists, Broken dreams en It’s cold zijn opgenomen in Nashville (Tennessee). Dat laatste is vanwege een uitstapje van Hayward naar countrymuziek en bluegrass. De orkestratie werd verzorgd door Anne Dudley, eerder bekend van Art of Noise en filmmuziek. Op het album staan twee nummers die hij al eerder opnam met de Moody Blues: It’s cold  en Out there somewhere. Kenny Loggins zong een nummer mee; zij ontmoetten elkaar tijdens beider tournees; ze deelden hetzelfde hotel.

## Musici
- Genua
  - Justin Hayward – zang, gitaar
  - Paolo Costa – basgitaar
  - Alberto Parodi, Frederic Arturi – toetsinstrumenten
  - Lele Melotti – slagwerk
  - Kenny Loggins – zang, gitaar op On the road to love
  - Tracy Ackerman - achtergrondzang
- Nashville
  - Justin Hayward – zang, gitaar
  - David Harley – mandoline
  - Tim May – gitaar
  - Andy Hall – dobro
  - Andy Todd – basgitaar
  - Barry Crabtree/Alison Brown – banjo
  - Glen Duncan – fiddle, viool
  - Patty Mitchell, Jan Harvey, Jill Crabtree - achtergrondzang

## Muziek
| Nr. | Titel                                                                         | Duur |
| --- | ----------------------------------------------------------------------------- | ---- |
| 1.  | In your blue eyes (Hayward)                                                   | 4:11 |
| 2.  | One day, someday (Hayward)                                                    | 4:28 |
| 3.  | The western sky (Hayward)                                                     | 6:57 |
| 4.  | The eastern sun (Hayward)                                                     | 4:16 |
| 5.  | On the road to love (Hayward en/met Loggins)                                  | 3:37 |
| 6.  | Lazy afternoon (Hayward)                                                      | 3:57 |
| 7.  | In the beginning (Hayward)                                                    | 3:41 |
| 8.  | It’s cold outside of your heart (Hayward)                                     | 4:03 |
| 9.  | What you resist persists (Hayward)                                            | 4:34 |
| 10. | Broken dream (Hayward)                                                        | 5:57 |
| 11. | Captivated by you (Hayward)                                                   | 3:55 |
| 12. | One day, someday (remix) (Hayward)                                            | 6:20 |
| 13. | Rising (Hayward)                                                              | 0:23 |
| 14. | Out there somewhere (Hayward, Carl Hyden, Peo Haggström)                      | 2:46 |
| 15. | Out there somewhere (remix) (Hayward, Carl Hyden, Peo Haggström, Raul Rincon) | 8:19 |